# Kunstausstellung

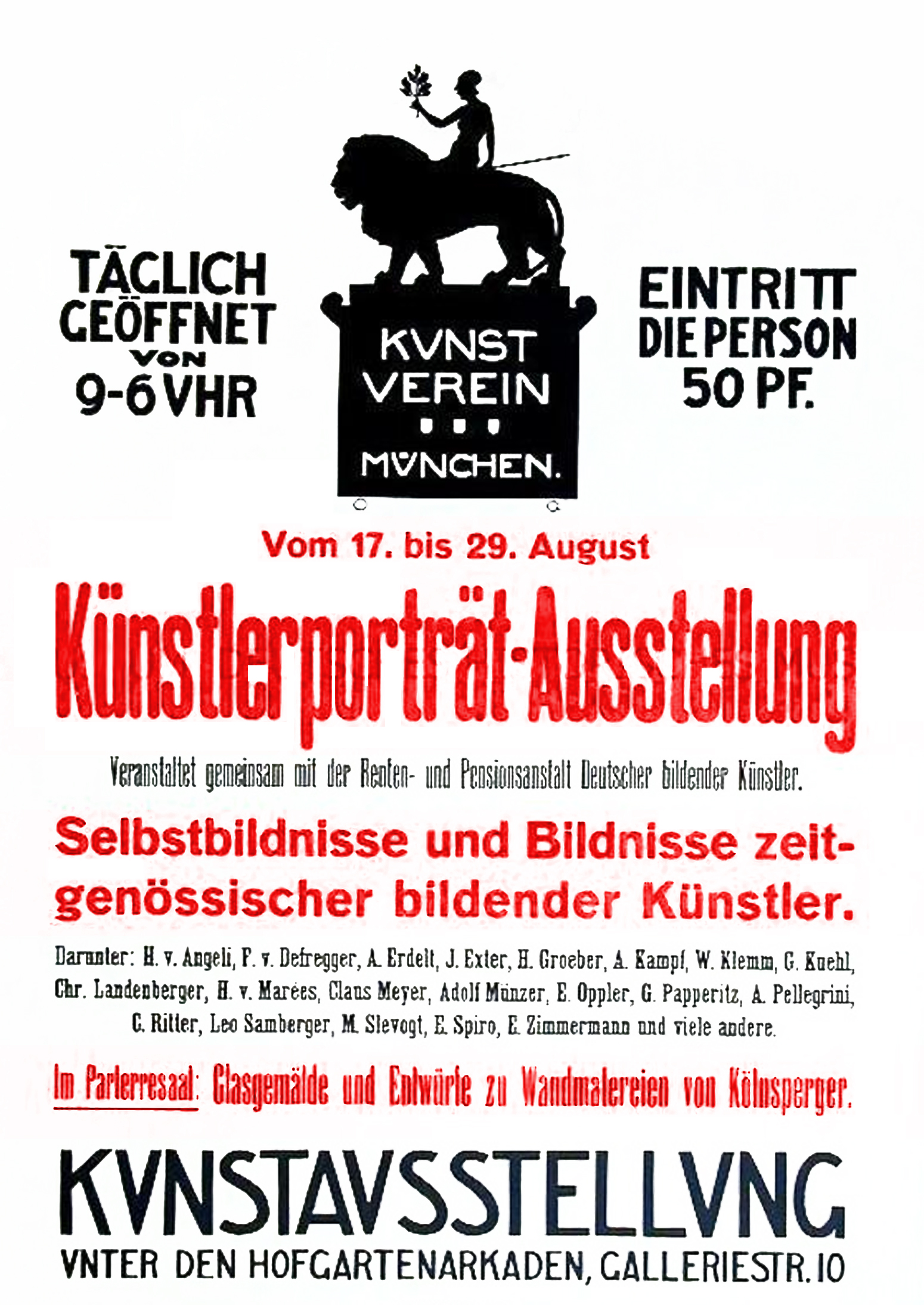
Plakat einer Kunstausstellung der Münchner Secession

Eine Kunstausstellung ist die temporäre Präsentation von Gemälden, Grafiken, Fotografien oder Skulpturen einzelner Künstler, Künstlergruppen oder ganzer Kunstepochen in öffentlichen Museen, Kunsthallen, Kunstvereinen oder privaten Galerien, manchmal zu speziellen Anlässen (Geburtstagen, Jubiläen). Es wird unterschieden zwischen Retrospektiven, Einzel- und Gruppenausstellungen sowie Themen- und Übersichtsschauen.
Eine Kunstausstellung wird meist mit einer Vernissage eröffnet und in Einzelfällen mit einer Finissage beendet.

## Geschichte

### Ab dem 17. Jahrhundert vor allem in Frankreich

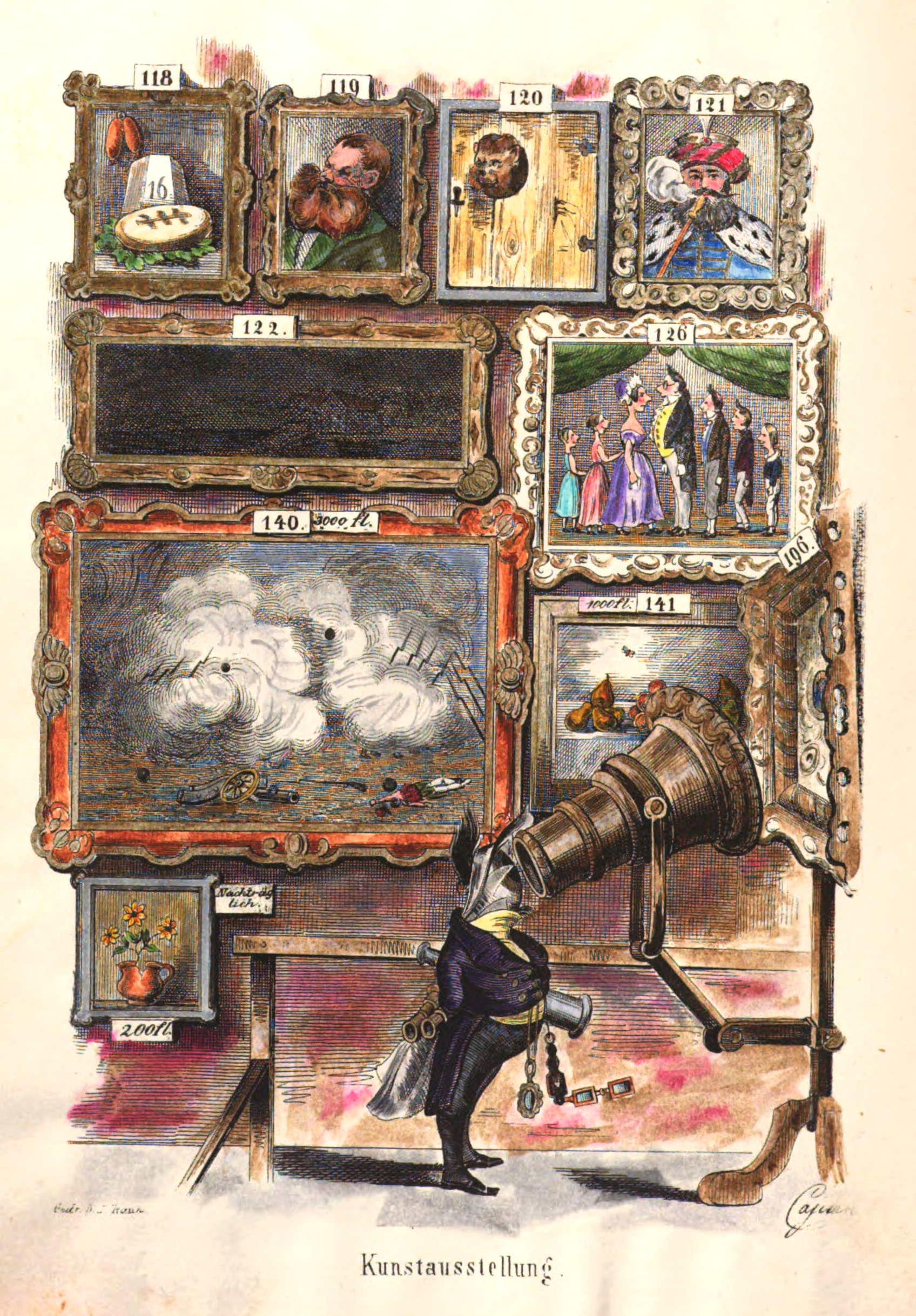
Karikatur „Kunstausstellung“;
kolorierte Lithografie nach Cajetan, 1846

Kunstausstellungen im modernen Sinne entstanden an Kunstakademien, wobei der Pariser Académie royale de peinture et de sculpture eine Vorreiterrolle zukommt. Unter dem Druck des für die absolutistische Repräsentation zuständigen Ministers Colbert veranstalteten die Mitglieder der Académie erstmals im April 1667 zunächst unregelmäßige Kunstpräsentationen (Gemälde, Skulpturen, Druckgrafik) im Louvre. Ab den 1730er Jahren wurden die Ausstellungen unter großem Publikumsandrang regelmäßig alle zwei Jahre im Salon carré im Louvre abgehalten. (Davon leitet sich die Bezeichnung Salons für die Ausstellungen ab, wie sie auch in der Kunstkritik von Denis Diderot zu finden ist.) Der Eintritt dazu war gratis, und das Publikum setzte sich aus breiten Teilen der Pariser Stadtbevölkerung zusammen.
Neben diesen akademischen Ausstellungen waren traditionelle öffentliche Kunstpräsentationen im Kontext religiöser Feste und Prozessionen wichtig, darunter besonders die Ausstellungen an der Place Dauphine am Fronleichnamstag. Aufgrund der wachsenden Bedeutung institutionalisierter Kunstausstellungen wurden diese ab dem späten 17. Jahrhundert zunehmend auch von professionellen Künstlern und Künstlerinnen genutzt. Während an der Académie nur Mitglieder ausstellen durften, bestanden an der Place Dauphine keine Teilnahmebeschränkungen, sodass sie auch für weibliche Künstlerinnen wichtig waren.

### 20. Jahrhundert
Neben der Biennale in Venedig ist die bedeutendste Ausstellung der Gegenwartskunst die 1955 von Arnold Bode begründete und seither alle fünf Jahre in Kassel stattfindende „documenta“, auf der die weltweit herausragenden Künstler und Kunsttrends präsentiert werden. Ähnliche Bedeutung besitzt die alle zwei Jahre stattfindende Biennale in Venedig, auf der die Kunst in Pavillons einzelner Länder präsentiert wird. Richtungweisende Ausstellungen zur Gegenwartskunst waren auch die Schauen A New Spirit in Painting (London, Royal Academy of Arts, 1981), Zeitgeist (Berlin, Martin-Gropius-Bau, 1982) oder Metropolis (Berlin, Martin-Gropius-Bau, 1991). Kunstausstellungen werden zumeist von oftmals aufwändigen Katalogen begleitet, in denen die präsentierten Werke verzeichnet, abgebildet und – im Falle von Museumsausstellungen – von wissenschaftlich erarbeiteten Texten erläutert sind.